# Libro di Antonio Billi
Il Libro di Antonio Billi è un manoscritto della Biblioteca Nazionale Centrale di Firenze.

## Storia e descrizione
Antonio Billi fu un mercante fiorentino, vissuto tra la fine del Quattrocento e la prima metà del Cinquecento. Il manoscritto che porta il suo nome non è detto che sia stato scritto da lui, ma sicuramente fu in suo possesso. Databile tra il 1487 e il 1537, è un prezioso resoconto sugli artisti fiorentini da Cimabue ai Pollaiolo, con un'appendice su artisti contemporanei come Michelangelo e Leonardo da Vinci.
Sebbene lo stile letterario sia molto scarno, che ne fa poco più di un catalogo di artisti e opere d'arte, fu tra le principali fonti sulla materia artistica del Medioevo e del Rinascimento fiorentino prima di Giorgio Vasari, e lo stesso Vasari lo consultò, riprendendone vari errori e imprecisioni.

## Artisti trattati
- Cimabue
- Andrea Tafi
- Giotto
- Giottino
- Taddeo Gaddi
- Agnolo Gaddi
- Gaddo Gaddi
- Stefano Fiorentino
- Buonamico Buffalmacco
- Andrea di Cione detto l'Orcagna
- Giovanni dal Ponte
- Maso Fiorentino (Maso di Banco)
- Gherardo Starnina
- Bicci di Lorenzo
- Masaccio
- Masolino
- Lorenzo Monaco
- Beato Angelico
- Lippo Fiorentino (forse Lippo Memmi)
- Spinello Aretino
- Andrea del Castagno
- Paolo Uccello
- Filippo Lippi
- Giuliano d'Arrigo, detto il Pesello
- Francesco di Stefano, detto il Pesellino
- Pietro del Pollaiuolo
- Sandro Botticelli
- Alesso Baldovinetti
- Filippo Brunelleschi
- Donatello
- Lorenzo Ghiberti
- Luca della Robbia
- Desiderio da Settignano
- Antonio Rossellino e Bernardo Rossellino
- Andrea del Verrocchio
- Nanni di Antonio di Banco
- Michelozzo
- Antonio del Pollaiuolo
- Bernardo dipintore (forse Bernardo Daddi)
- Jacopo del Casentino
- Dello Delli
- Filippino Lippi
- Benozzo Gozzoli
- Domenico Ghirlandaio
- Fra Bartolomeo
- Andrea del Sarto
- Leonardo da Vinci
- Michelangelo Buonarroti
- Berto linaiuolo (pittore fiorentino non identificato)